# Méhjárat
A méhjárat a méhlakás két belső eleme közötti távolság, amelyet a méhek az építő ösztönük ellenére sem építenek be viaszsejtekkel, illetve nem ragasztják le propolisszal. A méhjárat felismerése tette lehetővé a modern kaptárak létrejöttét.
A hivatalos történelmi források - az 1852. október 25-i keltezésű, 9300 számú USA szabadalom alapján - Lorenzo Lorraine Langstroth (1810-1895, USA, Philadelphia) nevéhez kötik ennek felismerését és sikeres alkalmazását. 
Több történész szerint Jakab József nevű csúzi méhész 1840-ben már méhjáratot alkalmazó, keretes kaptárakat használt. Továbbá a mozgatható keretes kaptár korai változata Jan Dzierzon (1811 – 1906, Lengyelország) nevéhez is egyaránt köthető, amelyet Dzierzon szintén 1852-ben jelentett be találmányaként.
Langstroth érdemei mégsem elvitathatóak, mivel az általa leírt méhjárat összetett, és abban egyedülálló, hogy megkülönböztette a felső-, oldalsó- és alsó méhjáratot. A felső méhjáratot 1/2 hüvelyk (12,7 mm) méretben határozta meg, az oldalsó méhjáratot 3/8 hüvelyk (9,53 mm) méretben, míg az alsó méhjáratot 1/4 és 1 hüvelyk (6,35 - 25,4 mm) közötti méretben.
Langstroth az 1851 nyarán megfigyelt és mért eredményeit összegezve fogalmazta meg a méhjáratot és alkalmazta elméletét egy nyitható tetejű, és mozgatható keretes kaptár létrehozásában. Ezt a kaptárt az 1852-es szezonban használta, tesztelte és végül szabadalomban védette le. 1853-ban Langstroth kiadta a "The Hive and the Honey Bee" című könyvét, amelyben a méhjárat elméletét és kaptárjának leírását publikálta.